# Фельде, Эвальд Генрихович
Эвальд Генрихович Фельде (1939 — 2016) — советский, российский педагог. Народный учитель СССР (1990).

## Биография
Родился 28 ноября 1939 года в селе Райнвальд (ныне село Старицкое Энгельсского района Саратовской области).
После службы в Советской Армии работал учителем в школе № 32 Осинников Кемеровской области.
В 1967 году окончил факультет иностранных языков Кемеровского педагогического института.
С 1966 по 1970 год — учитель немецкого языка Панфиловской средней школы Ленинск-Кузнецкого района Кемеровской области, в 1970—1971 — директор Краснинской средней школы того же района, с 1971 по 1973 — заведующий отделом народного образования Ленинск-Кузнецкого райисполкома Кемеровской области, с 1973 по 1978 — учитель немецкого языка, директор средней школы № 20 Ленинска-Кузнецкого Кемеровской области.
С 1978 по 2002 год — директор Кемеровской специализированной школы для детей и подростков с девиантным поведением.
Автор монографии по проблемам воспитания и обучения детей и подростков с девиантным поведением.
Скончался 21 июня 2016 года.

## Награды и звания
- Заслуженный учитель школы РСФСР (1984)
- Народный учитель СССР (1990)
- Орден Почёта (1996)
- «Почётный учитель Кузбасса»
- Орден Почёта Кузбасса
- Медаль А. С. Макаренко
- Медали «За особый вклад в развитие Кузбасса» трёх степеней
- Медали «За веру и добро»
- Медали «60 лет Кемеровской области»
- Медали «70 лет Кемеровской области»
- Почётный гражданин Кемеровской области
- Имя педагога занесено в галерею портретов «Лучшие педагоги Кузбасса», в Большую Советскую Энциклопедию.

## Память
- С 2007 года Кемеровская специализированная школа  в поселке Верхотомское носит имя педагога[2].